# Conus eduardi
Espèce
Conus eduardi est une espèce de mollusques gastéropodes marins de la famille des Conidae.
Comme toutes les espèces du genre Conus, ces escargots sont prédateurs et venimeux. Ils sont capables de « piquer » les humains et doivent donc être manipulés avec précaution, voire pas du tout.

## Taxonomie

### Publication originale
L'espèce Conus eduardi a été décrite pour la première fois en 1997 par le malacologiste belge André Delsaerdt dans « Gloria Maris »,.

### Synonymes
- Conus milneedwardsi eduardi Delsaerdt, 1997 · non accepté
- Leptoconus milneedwardsi eduardi (Delsaerdt, 1997) · non accepté